# Ewanella longipes
Ewanella longipes är en insektsart som beskrevs av Naskrecki 1994. Ewanella longipes ingår i släktet Ewanella och familjen vårtbitare. Inga underarter finns listade i Catalogue of Life.